# Come l'acqua che scorre
Come l'acqua che scorre (Comme l'eau qui coule) è una raccolta di tre racconti di Marguerite Yourcenar, pubblicata in Francia nel 1982. L'anno precedente, l'autrice aveva dato alle stampe il primo racconto, Anna, soror.... L'edizione del 1982 affianca ad Anna soror... il racconto lungo Un uomo oscuro (Un homme obscur) e quello breve Una bella mattina  (Une belle matinée) ed è corredata dalle tre postfazioni dell'autrice.

## Vicende editoriali
La genesi dell'opera va ricercata in un testo pubblicato nel 1934: La mort conduit l'attelage. Era uno scritto tripartito in cui, nella sezione intitolata D'aprés Greco, si leggeva la vicenda poi divenuta Anna, soror. Nel 1981 questo racconto, con il titolo attuale e definitivo, ha visto la luce presso l'editore Gallimard. L'anno seguente, insieme ad altri due racconti, Anna soror era pubblicato nella raccolta Comme l'eau qui coule. Il libro è stato tradotto in non meno di venti lingue. In Italia, con il titolo Come l'acqua che scorre, è stato pubblicato da Einaudi nel 1983. Tuttavia, rispetto al secondo e al terzo racconto, strettamente collegati tra loro, Anna, soror... ha avuto una serie di pubblicazioni autonome in Francia e in molti altri Paesi.

## Anna, soror...
Anna nasce nel 1575, seguita l'anno successivo dal fratello Miguel. I due ragazzi, somiglianti in modo conturbante, sono educati dalla madre Valentina, una discendente di Agnese di Montefeltro, che ha portato dagli ambienti romano e urbinate l'approfondita conoscenza dei classici greci e latini. Il padre, don Alvaro Della Cerna, è invece il comandante militare della fortezza di Castel Sant'Elmo, molto odiato dal popolo e dalla nobiltà napoletani. Di carattere poco equilibrato, questo padre passa attraverso crisi religiose che non gli dànno pace, per quanto disseminate di devozioni.
Quando Anna ha vent'anni, con madre e fratello raggiunge certi possedimenti della famiglia in Calabria, ma qui, donna Valentina si ammala di febbri e muore. Rimasti a tu per tu, i due giovani si accorgono di nutrire un amore reciproco di natura illecita. Miguel prova a lottare contro questa inclinazione; quando non può evitare la prevedibile caduta, si imbarca su una nave che combatte i pirati saraceni. Dopo due mesi, muore in combattimento e la sua salma è recapitata alla famiglia. Anna si occupa delle esequie, mentre il padre, che ha capito quanto è avvenuto tra i suoi figli, si rinchiude in un sentimento complesso, per cui invidia il figlio che ha avuto il coraggio di peccare e morire.
Avendo mandato a morte un giovane nobile, don Alvaro è allontanato dalla Corte di Napoli e trasferito nelle Fiandre. Anna lo segue ed entra in un convento, senza pronunciare i voti. Passa qualche anno e don Alvaro concede la mano della figlia all'unico pretendente fattosi avanti, il Signor de Wirquin, ponendole l'alternativa di darsi definitivamente alla religione, in caso di rifiuto. Con umiltà, ma contrariando il padre, Anna accetta lo sposo, sentendo che non è il momento di darsi a Dio.
Sempre più lacerato interiormente, don Alvaro si precipita a Napoli, dove trova rifugio nella Certosa di San Martino e trascorre gli ultimi anni in relativa serenità, accanto a persone cui ha procurato in passato dolori terribili, ma che in nome di Dio gli hanno perdonato, accettandolo come fratello nella fede. Alla sua morte lascia tutti i beni a opere di carità, con disappunto del marito di Anna, il quale è spesso a corto di denaro. Ma anche quest'uomo muore e Anna si ritira di nuovo in convento. Qui si fa amare per la sua grande tolleranza e la semplicità delle sue esigenze. Giunta all'ultimo giorno, rifugge dai Sacramenti. Muore pronunciando due parole: Mi amado; sta parlando a Dio, o forse con Dio.

## Un uomo oscuro
Nathanaël è nato nell'Inghilterra del XVII secolo inoltrato, da una famiglia di carpentieri olandesi, occupati a costruire navi in un bacino portuale del Tamigi. Ha ricevuto una modesta istruzione da un maestro, perché zoppo e poco adatto al lavoro del padre. In seguito a un incidente, in cui crede di aver ucciso, o forse ferito gravemente un signore, si imbarca e raggiunge la Giamaica, quindi le coste del Nord America, contese tra francesi e inglesi. Qui vive alcuni anni, a contatto con altri coloni e con indiani, finché ritorna in patria, obbedendo a un potente richiamo interiore. Scopre di essersi nascosto per nulla, poiché il suo avversario si era ripreso e non aveva denunciato l'episodio; allora, preso da malinconia, si trasferisce ad Amsterdam, andando a lavorare da uno zio stampatore, Elia Adriansen.
Il lavoro è duro e poco pagato, ma consente a Nathanaël di conoscere qualche dotto e di ascoltare discorsi e teorie. Costoro non divengono veri amici e, quando egli soffre per qualche motivo, è sempre solo. Passa così una pleurite, che degenera in tubercolosi e nel frattempo si fa irretire da una giovane ebrea di nome Sarai, che non lo ama, ma approfitta del suo amore per occupargli la casa e nascondere refurtiva. A lungo ignaro di tutto, Nathanaël arriva a sposare Sarai, finché un giorno, in stato avanzato di gravidanza, lei se ne va da una donna che definisce sua madre. Questa madre è nota a tutta la città: chiamata Louba o più spesso Léah, ha molti loschi affari, dalla prostituzione alla ricettazione, ma accoglie Sarai, che partorisce un bel maschietto. Talora Nathanaël va a vedere il figlio, però ancora una volta deve constatare quanto abbia rischiato per nulla e quanto poco la sua vita conti per gli altri.
Le sue condizioni di salute si aggravano e un giorno si ritrova in ospedale, dopo essersi addormentato sulla neve. Preso a benvolere da una caritatevole governante, viene introdotto nella casa di un signore, con mansioni di cameriere. Qui è trattato con bontà dal signor Van Herzog e suscita un sentimento d'amore nella figlia di questi, madame d'Ailly, appassionata di musica. È solo un sogno di breve durata: la differenza sociale impedirebbe qualsiasi sviluppo. E a primavera Nathanaël viene mandato in un'isola della costa, con compiti di guardiano della tenuta di caccia del signore. Ha solo ventisette anni, ma sa di essere vicino alla fine. Un giorno viene a sapere da altri abitanti dell'isola che Sarai è stata condannata all'impiccagione, ma Louba è sempre scaltra e sa quando deve allontanarsi per evitare i guai. Solo con le sue riflessioni, perde il senso del tempo e cede alla malattia: un giorno si allontana dalla casetta, raggiunge un valloncello appartato e si corica come per dormire.

## Una bella mattina
Lazzaro è un bel ragazzino di dodici anni, assai compito e di maniere garbate. È stato allevato dalla Louba, che crede essere sua nonna. Sa che la madre, Sarai, è stata impiccata e ne va fiero. Non sa nulla invece del padre, l'ignoto Nathanaël. Fin da piccolo ha avuto dimestichezza con la lingua inglese, perfezionata poi grazie a un vecchio signore, Herbert Mortimer, curioso protetto della Louba. Dovendo passare lunghi periodi ad Amsterdam, per sfuggire a persecuzioni di natura politica, Mortimer trascorre le ore recitando i drammi di un tale Shakespeare e la cosa affascina Lazzaro. Divenuti per divertimento reciproco maestro e allievo, i due hanno ripercorso molte parti e il ragazzo ha capito cosa significhi essere una fanciulla, poi un giovane, quindi un personaggio maestoso e infine un vecchio. Dal canto suo, Mortimer confida alla Louba quanto Lazzaro sia promettente, ma lo fa con parole allusive.
Un giorno arriva all'albergo vicino una compagnia di attori. Curioso, Lazzaro va subito a trovarli e dimostra di conoscere la parte di un loro collega, impedito a recitare per i colpi ricevuti durante una rissa. Gli attori partiranno l'indomani e Lazzaro è invitato a presentarsi all'alba. Nella notte agitata, si munisce di pochi panni e di alcuni opuscoli lasciati da Mortimer, non potendo prendersi i libri dell'amico. Non saluta la Louba, che lo ha lasciato crescere bene, ma in autonomia, e prende solo qualche soldo. La partenza nella carrozza, inviata alla compagnia per raggiungere il maniero di un ricco signore, avviene sotto una pioggia insistente e invitante al sonno, o al sogno, mentre un attore, solito a impersonare la Morte, conduce il veicolo. Nel grigiore e nel silenzio, Lazzaro vede la sua vita futura, dalle appassionate parti femminili, alle risposte maschili, altrettanto ricche di passione, dalla gaiezza della gioventù alla venustà di chi si occuperà dellecandele da accendere e spegnere.

## Edizione originale
- Marguerite Yourcenar, Anna, soror, Gallimard, Paris 1981
- Marguerite Yourcenar, Comme l'eau qui coule, Gallimard, Paris 1982

## Edizioni in italiano
- Marguerite Yourcenar, Come l'acqua che scorre: tre racconti,  traduzione di Maria Caronia, Einaudi, Torino 1983
- Marguerite Yourcenar, Opere, vol. 1: Romanzi e racconti, Bompiani, Milano 1986 (Contiene: Alexis o il trattato della lotta vana; Il colpo di grazia; Moneta del sogno; Memorie di Adriano; L'opera al nero; Anna, soror...; Un uomo oscuro; Una bella mattina; Fuochi; Novelle orientali)